# Marie Jenney Howe
Marie Jenney Howe (Syracuse (Nova York), 1870 – 1934) fou una activista i escriptora feminista estatunidenca, activa en la lluita pel sufragi femení.

## Trajectòria
Howe va ser sufragista i treballà com a consellera universitària. El 1897 es llicencià en el Seminari Teològic Unitari de Meadville (Pennsilvània). Fou assessora assistent de Mary Augusta Safford a Sioux City i Des Moines (Iowa). Formava part de la Lliga de Consumidors de Cleveland. A Nova York dirigí l'Associació Nacional de Sufragi de Dones d'Amèrica, que més tard deixà per entrar en la Unió del Congrés d'Alice Paul. S'afilià al Partit Nacional de les Dones.
El 1926 viatjà a París per a investigar la vida de George Sand, i en publicà una biografia, molt ben rebuda per la mateixa escriptora, George Sand: The Search for Love, al 1927. Amb l'ajut d'una neta de Sand, Aurore Sand, traduí i publicà una col·lecció dels seus diaris. Col·laborà amb molts altres activistes i escriptors en assaigs, articles, discursos i obres de propaganda, incloses almenys dues obres escrites amb Rose Emmet Young, la seua companya durant molts anys.

## Feminisme i el Club Heterodoxy
Al 1899, després de llegir Dones i economia: un estudi sobre la relació econòmica entre hòmens i dones com a factor de l'evolució social, Howe es descriu a si mateixa com una "deixebla" de Charlotte Perkins Gilman. El 1912, funda la societat feminista literària Club Heterodoxy, a Greenwich Village (Nova York).
Durant la participació dels Estats Units en la Primera Guerra Mundial, Heterodoxy fou espiada i havia de canviar de local en cada reunió. Howe fou detinguda pel Servei Secret al 1919, i interrogada sobre les seues activitats polítiques.
El Club Heterodoxy estava format per intel·lectuals feministes i radicals, entre les quals Charlotte Perkins Gilman, Fannie Hurst, Elisabeth Irwin i moltes altres, i estigué obert fins a mitjan dècada del 1940.

## Vida personal
Howe es casà amb el reformista polític Frederic C. Howe al 1904. Se n'anaren a Nova York el 1910.

## Obra
- 1912 - An Anti-Suffrage Monologue publicat per l'Associació Nacional Americana del Sufragi de Dones (NAWSA). Una conferència satírica. (Una presentació contemporània, retitulada Someone Must Wash the Dishes, es feu el 1995. Dirigida per Warren Kliewer per a The East Lynne Company, continua sent interpretada per Michele LaRue.)
- 1927 - George Sand: La cerca de l'amor. Garden City, Nova York: Garden City Publishers,
- 1929 - Diari íntim de George Sand. Prefaci d'Aurore Sand. Nova York: John Day, Inc., reimprés Nova York: Haskell House Pubs., 1975.
- 1936 - "El fumador de cigars". Escrit amb Rose Young.
- 1918 - Dir la veritat a la Casa Blanca, una obra sobre la marxa del sufragi a Washington DC, amb Paula O. Jakobi.
- 1935 - Impossible George, una obra en tres actes.